# 单棘躄鱼
单棘躄鱼（学名：Chaunax fimbriatus）为輻鰭魚綱鮟鱇目單棘躄魚亞目单棘躄鱼科单棘躄鱼属的鱼类，分布于日本以及中国南海、东海等海域，棲息深度500-1985公尺，體長可達14公分，属于暖水性小型鱼类。其常栖息于珊瑚从中。该物种的模式产地在东京。